# Scogliera Minna
La scogliera Minna è un promontorio situato nella parte centro-occidentale della  Dipendenza di Ross, nell'Antartide Orientale.

## Caratteristiche
Il promontorio è in particolare situato all'estremità orientale di una penisola vulcanica dove si proietta, a partire dal  monte Discovery, all'interno della barriera di Ross,  formando uno stretto braccio lungo oltre 50 km che culmina in una formazione a forma di uncino che punta verso sud, in corrispondenza della quale la formazione raggiunge la sua altezza più elevata: 1115 m s.l.m.
La scogliera Minna viene considerata come il punto di confine tra la costa di Hillary, a sud, e la costa di Scott, a nord, nonché come il punto più meridionale della Terra Vittoria.

## Storia
La scogliera Minna è stata menzionata più volte nella storia dell'esplorazione antartica. Essa fu avvistata per la prima volta nel giugno 1902, nel corso della spedizione Discovery, condotta dal 1901 al 1904 al comando di Robert Falcon Scott, diventando da allora in poi un punto di riferimento chiave e un luogo di deposito per rifornimenti vitali in molti altri viaggi diretti verso il Polo Sud, tra cui si possono citare la spedizione Nimrod, condotta dal 1907 al 1909 al comando di Ernest Shackleton, e la spedizione Terra Nova, condotta sempre da Scott dal 1910 al 1913. In particolare, a causa dello stato del ghiaccio nelle immediate vicinanze del promontorio, la rotta polare passava circa 40 km a est dell'estremità del promontorio, e proprio lungo questa rotta, in vista della scogliera, venivano lasciati i rifornimenti per il viaggio di ritorno.
Originariamente identificato semplicemente come "la scogliera" ("the Bluff" in inglese), il promontorio fu poi battezzato con il suo attuale nome proprio dal capitano capitano Scott in onore della moglie dell'ex presidente della Royal Geographical Society, Sir Clements Markham.
Le ricerche condotte da George Simpson, un meteorologo facente parte della già citata spedizione Terra Nova, hanno stabilito che la scogliera Minna esercita un effetto non trascurabile sul clima di questa regione polare. Essa infatti devia verso est i venti meridionali che soffiano lungo il bordo occidentale della barriera di Ross, generando un flusso che viene poi diviso in due quando raggiunge l'isola di Ross, circa 85 km più a nord-est. Dei due flussi, uno si dirige verso nord-ovest, incanalandosi nel canale McMurdo, mentre l'altro soffia verso est, in direzione di capo Crozier; tra la varie conseguenze di tale separazione figura l'esistenza dell'area priva di venti ed eccezionalmente fredda e nebbiosa sita sulla costa meridionale dell'isola di Ross, che il capitano Scott riporta di aver attraversato nelle sue due spedizioni.